# Rompimento de barragem em Mariana
O rompimento da barragem em Mariana ocorreu na tarde de 5 de novembro de 2015 no subdistrito de Bento Rodrigues, a 35 km do centro do município brasileiro de Mariana, Minas Gerais. Rompeu-se uma barragem de rejeitos de mineração denominada "Fundão", controlada pela Samarco Mineração S.A., um empreendimento conjunto das maiores empresas de mineração do mundo, a brasileira Vale S.A. e a anglo-australiana BHP Billiton.
Inicialmente a mineradora Samarco informara que duas barragens haviam se rompido - a de Fundão e a de Santarém. Porém, no dia 16 de novembro, a Samarco retificou a informação, afirmando que apenas a barragem de Fundão havia se rompido. O rompimento de Fundão provocou o vazamento dos rejeitos que passaram por cima de Santarém, que, entretanto, não se rompeu. As barragens foram construídas para acomodar os rejeitos provenientes da extração do minério de ferro retirado de extensas minas na região.
O rompimento da barragem de Fundão é considerado o desastre industrial que causou o maior impacto ambiental da história brasileira e o maior do mundo envolvendo barragens de rejeitos, com um volume total despejado de 62 milhões de metros cúbicos. A lama chegou ao rio Doce, cuja bacia hidrográfica abrange 230 municípios dos estados de Minas Gerais e Espírito Santo, muitos dos quais abastecem sua população com a água do rio.
Ambientalistas consideraram que o efeito dos rejeitos no mar continuará por pelo menos mais cem anos, mas não houve uma avaliação detalhada de todos os danos causados pelo desastre. Segundo a prefeitura do município de Mariana, a reparação dos danos causados à infraestrutura local deverá custar cerca de cem milhões de reais.

## Panorama do desastre

Imagens de satélite antes e após o rompimento.

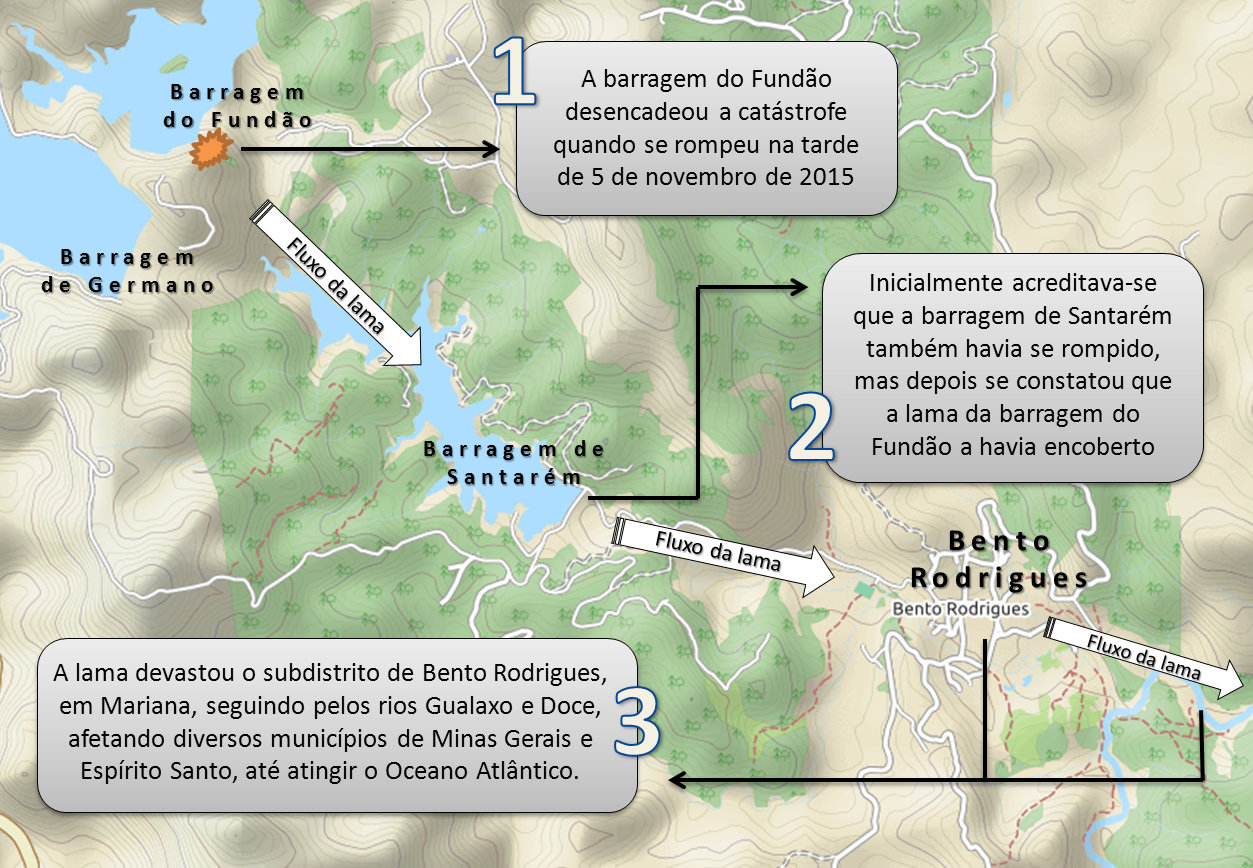
Esquema do rompimento de barragem.

Controladas pela Samarco Mineração S.A. (um empreendimento conjunto entre a Vale S.A. e a BHP Billiton), as barragens de Fundão e Santarém fazem parte da Mina Germano, situada no distrito de Santa Rita Durão, município de Mariana, a 115 km de Belo Horizonte. Foram construídas para acomodar os rejeitos provenientes da extração do minério de ferro retirado de extensas minas na região.
A barragem de Fundão passava por um processo de alteamento, quando ocorre a elevação do aterro de contenção, pois o reservatório já chegava a seu ponto limite, não suportando mais o despejo dos dejetos da mineração.
Aproximadamente às 15h30min da tarde do dia 5 de novembro de 2015, a contenção apresentou um vazamento. Neste momento, uma equipe de funcionários terceirizados foi enviada ao local e tentava amenizar o vazamento esvaziando parte do reservatório. Por volta das 16h20min ocorreu o rompimento, que lançou um grande volume de lama sobre o vale do córrego Santarém.
Os subdistritos de Bento Rodrigues, que se localiza a cerca de 2,5 quilômetros vale abaixo, e Paracatu de Baixo, foram quase completamente inundados e destruídos pela enxurrada de lama que se seguiu após o desastre na barragem. Outros vilarejos e distritos situados no vale do rio Gualaxo também foram atingidos pela enxurrada.
Por conta de sua localização e dos acessos precários, contando apenas com estradas vicinais não pavimentadas para fazer contato com os demais distritos e a sede do município, Bento Rodrigues ficou completamente inacessível por via terrestre, sendo possível o acesso apenas por helicóptero, o que dificultou em muito o acesso dos bombeiros para os trabalhos de resgate. Havia uma escola na área onde ocorreu a inundação e os professores conseguiram remover os alunos antes da escola ser atingida.
Um agravante da situação foi que o empreendimento e as comunidades vizinhas à barragem não possuíam um plano de contingência, nem rotas de fuga que permitissem aos moradores se deslocarem a tempo para regiões seguras.

### Danos aos ecossistemas do Rio Doce
Por volta de 18h30 do dia 5 de novembro, os rejeitos de minério de ferro chegaram ao Rio Doce. A bacia do rio tem uma área de drenagem de cerca de 86 715 quilômetros quadrados, sendo 86% em Minas Gerais e o restante no Espírito Santo. No total, o rio abrange 230 municípios que utilizam o seu leito como subsistência.
Ambientalistas acreditavam ser incerta a possibilidade de se recuperar o rio. Segundo o biólogo e ecólogo André Ruschi, que atua na Estação Biologia Marinha Augusto Ruschi (EBMAR), no distrito de Santa Cruz, município de Aracruz, no Espírito Santo, os rejeitos só começarão a ser eliminados do mar em cem anos, no mínimo.
Os rejeitos atingiram também a Usina Hidrelétrica Risoleta Neves, que fica em Santa Cruz do Escalvado, a cerca de cem quilômetros de Mariana. Segundo a concessionária que administra a usina, o seu funcionamento não foi prejudicado.
No dia 9 de novembro, a prefeitura de Governador Valadares interrompeu a captação de água por conta da lama que invadiu o rio Doce. No dia seguinte, foi decretado Estado de Calamidade Pública, em função do desabastecimento de água na cidade. No dia 13 de novembro, o Exército Brasileiro montou um ponto de distribuição gratuita de água fornecida pela Samarco, na praça dos Esportes, no centro da cidade.
No dia 16 de novembro, a onda de lama e rejeitos de minério chegou ao município de Baixo Guandu, no noroeste do Espírito Santo. A prefeitura suspendeu o abastecimento pelo Rio Doce.
O IBAMA informou que, das 80 espécies de peixes que ocorrem no rio Doce, 11 estão ameaçadas de extinção e 12 são endêmicas, só existem nesta bacia hidrográfica e podem ter sido extintas. Estima-se que ocorriam mais de cem espécies de peixes na bacia do rio Doce, das quais seis estão oficialmente ameaçadas de extinção. A mortandade verificada logo após o desastre e o grande número de espécies crípticas da bacia reforçam as preocupações sobre a extinção de peixes endêmicos ainda desconhecidos e de espécies importantes para a sobrevivência das comunidades locais que exploram a atividade pesqueira. Os efeitos sobre as espécies que utilizam o estuário em alguma fase de seus ciclos de vida são desconhecidos, assim como os danos em longo prazo aos peixes marinhos.

### Danos aos ecossistemas marinhos
No dia 22 de novembro, a lama chegou ao mar, no Norte do Espírito Santo. A prefeitura de Linhares interditou as praias de Regência e Povoação e emitiu um alerta para que as pessoas não entrem na água. Foram espalhadas placas ao longo das praias informando que a água está imprópria para o banho.
Em dois dias a mancha de lama se alastrou por mais de quinze quilômetros ao norte da foz do Rio Doce e mais sete quilômetros rumo ao sul. Uma das regiões afetadas foi a Reserva Biológica de Comboios, unidade de conservação costeira que protege o único ponto regular de desova de tartaruga-de-couro na costa brasileira.
Em janeiro de 2016, a pluma de rejeitos já havia percorrido 250 km a norte da foz do Rio Doce. No decorrer deste ano sedimentos liberados da barragem rompida foram observados no arquipélago de Abrolhos, atingindo uma área com importante conjunto de ecossistemas marinhos e recifes de coral. Após o acidente com a barragem foram encontrados metais como zinco, cobre, arsênio, lantânio e césio nos corais de Abrolhos.
Em 2016, era esperado que, ao atingir o oceano, a lama afetaria milhares de espécies da fauna e flora marinhas. O pouco estudado cnidário Kishinouyea corbini é uma espécie emblemática desta situação, visto que é extremamente rara e tem uma distribuição geográfica restrita e que se sobrepõe com a área afetada pelo desastre.

### Toxicidade dos rejeitos
Análises realizadas em Governador Valadares encontraram na massa de lama quantidades superiores aos valores aceitáveis de metais pesados como arsênio, chumbo e mercúrio. Esses metais, possivelmente utilizados em garimpos ilegais ao longo do rio Gualaxo do Norte, foram carregados pela torrente de lama.
Embora a mineradora Samarco tenha afirmado repetidamente que a lama não é tóxica, especialistas divergem. Segundo eles, os sedimentos que estavam depositados na barragem provavelmente contêm compostos químicos, usados pela mineradora para a remoção seletiva de sílica durante a flotação de minérios - ou seja, para remover as impurezas do minério. Compostos conhecidos como aminas de éter são geralmente utilizados para separar sílica do minério de ferro. Pelo menos alguns desses compostos, segundo o fabricante, Air Products and Chemicals,Inc., não são prontamente biodegradáveis e têm elevada toxicidade para os organismos aquáticos. São também capazes de elevar os níveis de pH da água e do solo, causando desequilíbrios nos ecossistemas.
Além disso, a lama reduz os níveis de oxigênio na água, e, à medida que os sedimentos endurecem, podem alterar o curso das correntes e diminuir a fertilidade do solo. Segundo Klemens Laschesfki, professor de geociências da Universidade Federal de Minas Gerais, com o endurecimento da lama, a agricultura será dificultada, e a grande quantidade de lodo que irá se assentar no fundo do Rio Doce e afluentes poderá alterar o curso da bacia hidrográfica.
De acordo com os relatórios divulgados pela Agência Nacional de Águas (ANA) e pelo Serviço Geológico do Brasil (CPRM) em 15 de dezembro de 2015, a grande mortandade de peixes teria sido causada não pela toxicidade dos rejeitos, mas pela concentração extremamente elevada de sedimentos (turbidez) na água, durante a passagem da lama, o que reduziu a concentração de oxigênio dissolvido na água e obstruiu as guelras dos peixes, fazendo com que morressem por asfixia. De acordo com as análises realizadas, a água do rio Doce não está contaminada por metais tóxicos. "As amostras de água coletadas ao longo do rio Doce não evidenciaram a presença de metais dissolvidos em quantidades que possam ser consideradas como contaminadas", conforme comunicado distribuído pelas duas entidades. Foram analisadas amostras de água e sedimentos de 25 pontos, desde o epicentro do desastre, em Mariana, até a foz do rio Doce, em Linhares (Espírito Santo). Os resultados dessas análises asseguram que, depois de adequadamente tratada, a água pode ser consumida sem riscos. Quanto à presença de metais pesados dissolvidos na água (arsênio, cádmio, mercúrio, chumbo, cobre, zinco e outros), os quantitativos são similares aos constatados em 2010 pela CPRM. Curiosamente, as concentrações mais altas de arsênio, manganês e ferro foram registradas no rio do Carmo, em áreas não afetadas pelos rejeitos da barragem.
Um grupo de cientistas independentes também coletou amostras de lama ao longo dos rios Doce, Gualaxo do Norte e Carmo. O grupo constatou a presença de metais pesados em diversos trechos desses cursos d'água, inclusive em pontos a montante do trecho atingido pela lama da barragem, indicando que tais elementos já estavam presentes no rio antes mesmo do rompimento das barragens. Segundo a toxicologista Vivian Santos, integrante do grupo, foi possível observar uma quantidade muito grande de material de mineração (provavelmente metal inerte) nos sedimentos. De todo modo, ela acredita que "o monitoramento da concentração de metais dissolvidos nesta bacia hidrográfica deve ser muito mais rigoroso de agora em diante".

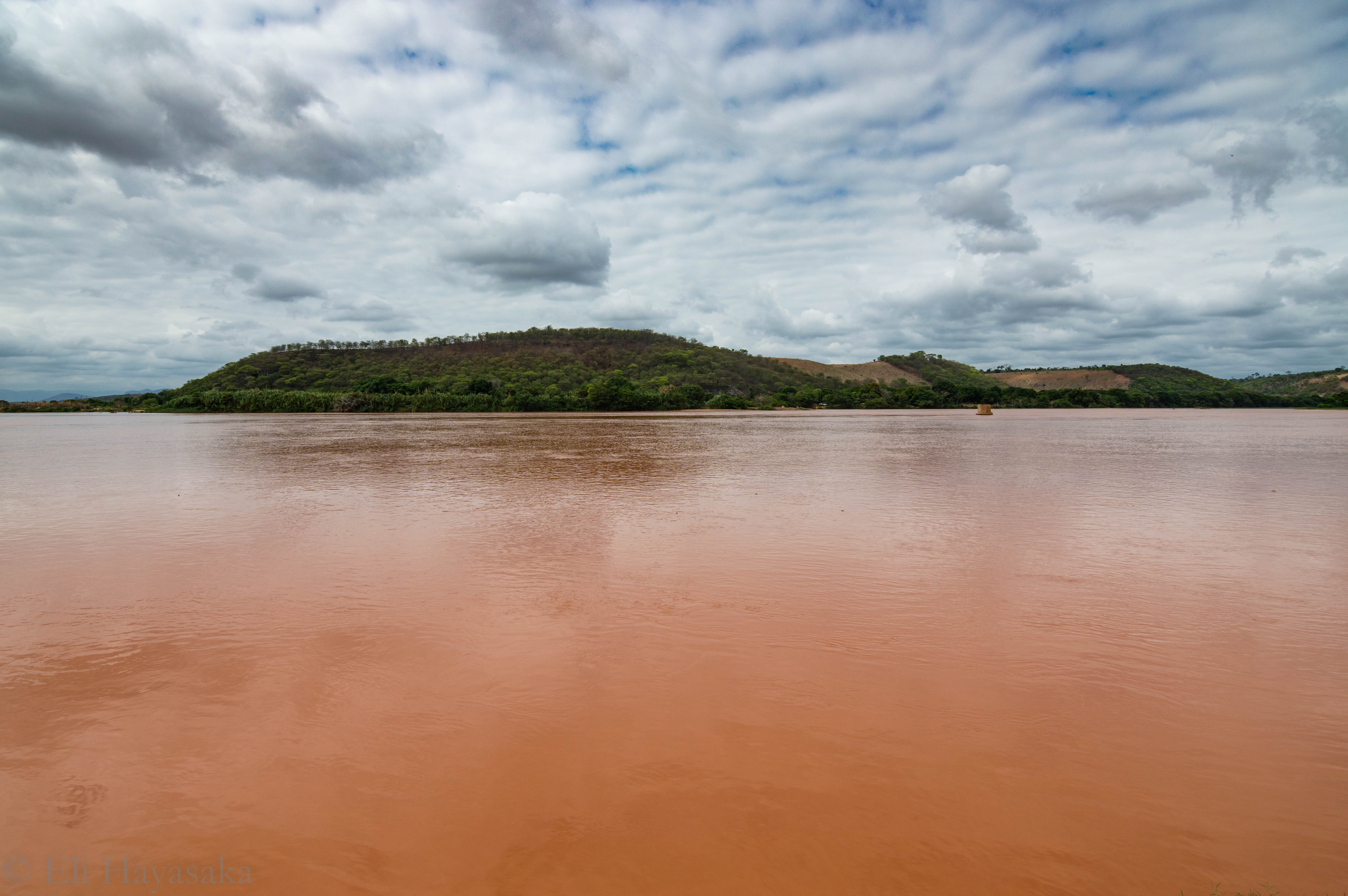
Águas lamacentas do Rio Doce em Galileia, Minas Gerais, no dia 28 de novembro de 2015.

A Vale e a BHP (donas da Samarco) já haviam negado que a lama da barragem fosse tóxica. Em 26 de novembro, a BHP havia declarado em seu site que "os rejeitos que entraram no Rio Doce são compostos de materiais de argila e lodo, provindos da lavagem e processamento de terra contendo minério de ferro, que é naturalmente abundante na região. Com base em dados disponíveis, os rejeitos são considerados quimicamente estáveis. Eles não irão alterar a composição química na água e permanecerão no ambiente como solos normais na bacia hidrográfica".
De todo modo, mesmo antes da enxurrada de lama, o rio Doce se encontrava bastante degradado, em consequência de séculos de desmatamento, poluição, assoreamento, construção de barragens, pesca predatória e introdução de espécies exóticas, como o dourado e a tilápia, que geram renda para os pescadores, mas substituem a fauna nativa. Além disso, a estiagem extrema reduziu drasticamente o volume de água no rio e, consequentemente, sua capacidade de diluir a lama que escorreu da barragem. Pesquisadores e autoridades apontam para a necessidade de restauração em grande escala de toda a bacia hidrográfica do rio Doce - e não apenas de remoção da lama. "Temos de aproveitar isso como uma oportunidade para testar um grande processo de recuperação ambiental", diz João Pessoa Moreira Júnior, da Diretoria de Uso Sustentável da Biodiversidade e Florestas (DBFLO) do Ibama, enquanto acompanhava os esforços de resgate de fauna na região. Segundo o titular da DBFLO, Paulo Fontes, a recuperação do rio deve levar, no mínimo, dez anos mas é possível.

### Danos à infraestrutura de Mariana

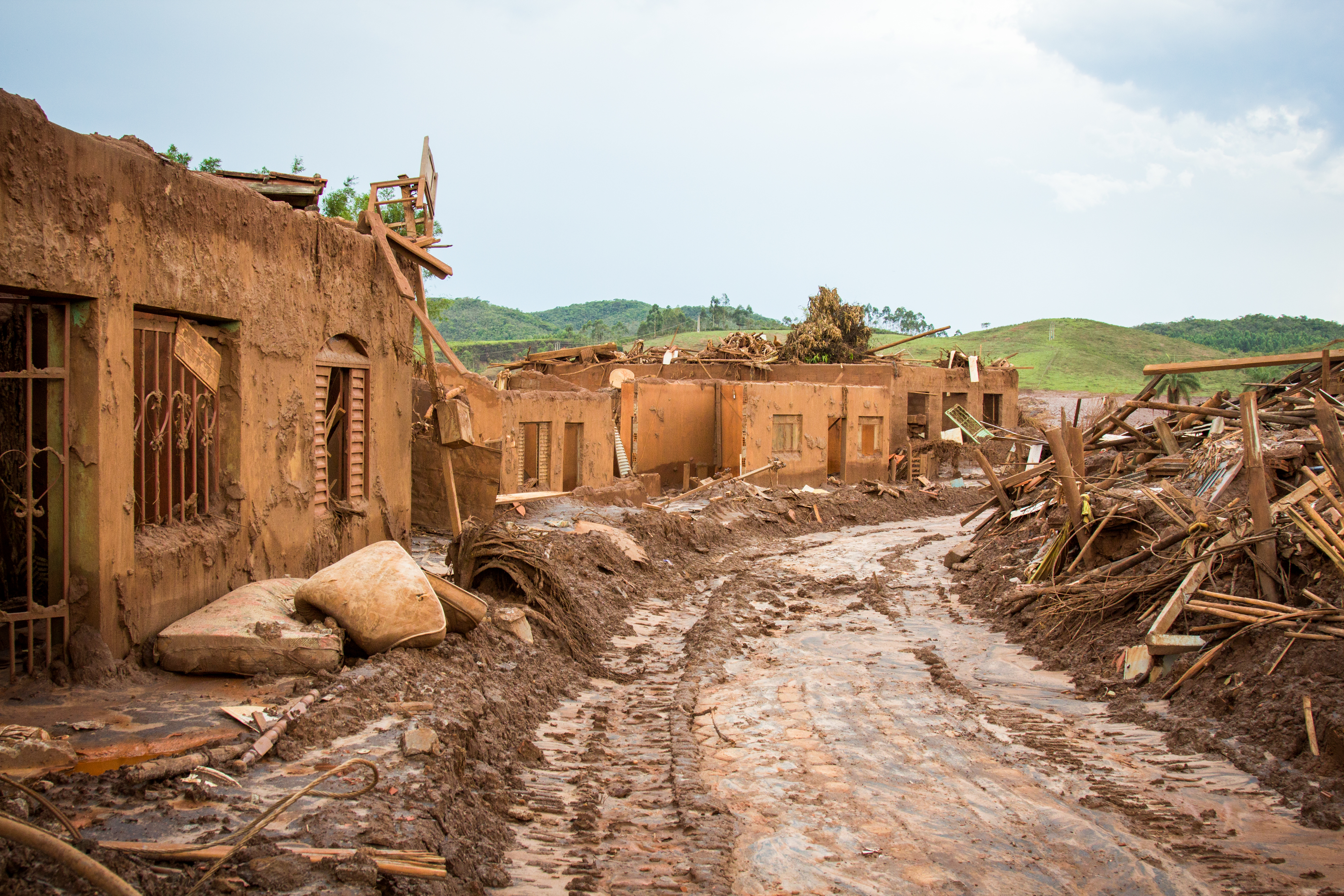
Rua de Bento Rodrigues após o desastre.

Segundo a administração de Mariana, seriam necessários cem milhões de reais para reparar os danos causados à infraestrutura do município. Esse valor corresponde a quatro vezes o valor que o município recebeu, em 2015, a título de royalties (Compensação Financeira pela Exploração de Recursos Minerais ou CFEM), pelo minério explorado: entre janeiro a outubro daquele ano, Mariana recebeu da Samarco 24,3 milhões de reais a título de compensação financeira pela exploração mineral.
O total pago em 2015 pela Samarco, a título de CFEM (calculada à base de 2% sobre o valor líquido da venda do minério), foi de cerca de 37,4 milhões de reais. Desse valor, 65% (24,3 milhões de reais) foram para o município; o restante foi dividido entre o governo de Minas Gerais (23%) e a União (12%). A Samarco lucrou 13,3 bilhões de reais entre 2010 e 2014. O lucro de 2014 foi de 2,8 bilhões de reais, segundo dados do site da empresa.
A suspensão da licença ambiental da Samarco em dezembro de 2015 e subsequente embargo das atividades causou impacto negativo na economia de Mariana, com quedas de 60% no comércio e perdas de 5 milhões de reais em arrecadação. Moradores fizeram em março de 2016 protestos pedindo a volta das atividades da Samarco, que esperava ainda naquele ano reativar a mineração na região.

## Apuração das causas
O Ministério Público de Minas Gerais havia sido contrário à renovação da licença de funcionamento da barragem, tendo solicitado a realização de análise de ruptura e um plano de contingência para o caso de riscos ou acidentes. Segundo o promotor de Justiça do Meio Ambiente, Carlos Eduardo Ferreira Pinto, a tragédia "não foi um acidente, tampouco fatalidade" mas erro na operação e negligência no monitoramento da barragem.

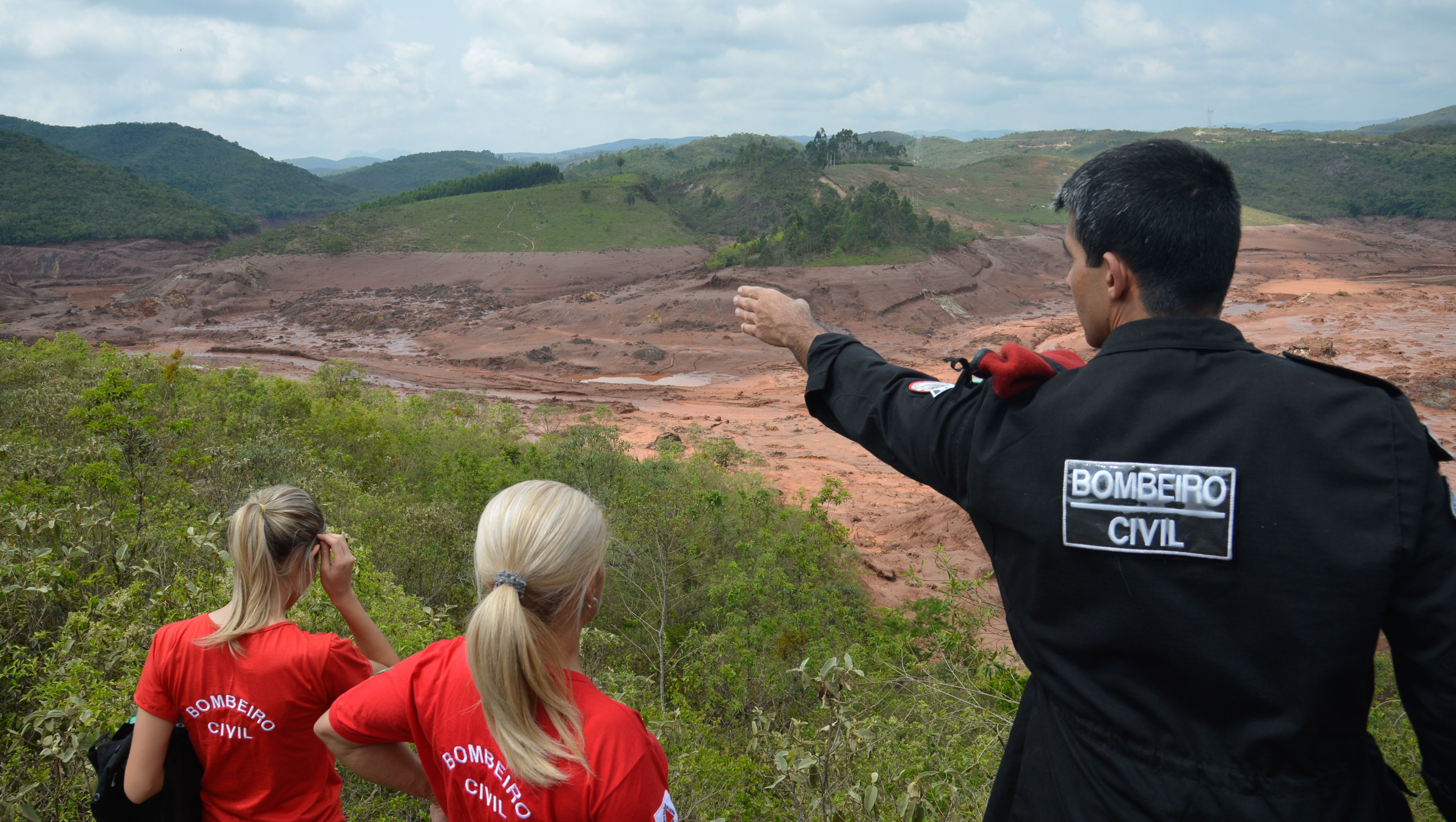
Uma equipe de Bombeiros Civis locais durante a avaliação dos danos.

Após o desastre, soube-se também que a barragem de Fundão, além de receber os rejeitos da Samarco, recebia rejeitos de minérios provenientes da mina de Alegria, também pertencente à Vale. O volume desses rejeitos, lançados na barragem por meio de dutos, seria correspondente a menos de 5% do volume total represado. Todavia, posteriormente, foi noticiado que esse volume seria, na verdade, bem superior ao que fora declarado pois, segundo documentos do Departamento Nacional de Produção Mineral (DNPM), os rejeitos da mina de Alegria corresponderiam a 28% do total então contido no reservatório, ultrapassando dezoito milhões de metros cúbicos em 2014. A Vale, entretanto, reiterou sua afirmação anterior, explicando que "o cálculo de percentual indicado no documento do DNPM apresentado pela procuradoria de Minas Gerais leva em consideração o volume total de rejeitos produzidos na mina de Alegria. No entanto, aproximadamente 85% desses rejeitos eram destinados à barragem de Campo Grande, que é da própria Vale. O restante (cerca de 15%) era destinado à Samarco. Essa quantidade corresponde aproximadamente a 5% do volume total depositado na barragem de Fundão nos últimos anos".
Em fevereiro de 2016, o Ministério Público encaminhou o inquérito contra a Samarco, que pedia a prisão do presidente licenciado Ricardo Vescovi e mais seis pessoas, para a Justiça Federal, considerando que a extensão dos danos configurava "lesão a bem de interesse federal".

### Comissões parlamentares
Na primeira quinzena de novembro de 2015, foram criadas, na Câmara Federal e nas Assembleias Legislativas dos Estados de Minas Gerais e Espírito Santo, três Comissões Especiais para acompanhar o caso e as providências adotadas. Segundo divulgação pela imprensa, muitos dos parlamentares integrantes dessas três comissões receberam doações de empresas do grupo Vale para financiar suas campanhas eleitorais. Tais doações somaram 2,6 milhões de reais e são legais, informadas pelos candidatos à Justiça Eleitoral.
Na comissão criada na Câmara
- Brunny (PTC-MG)
- Eros Biondini (PTB-MG)
- Fábio Ramalho (PV-MG)
- Gabriel Guimarães (PT-MG)
- Givaldo Vieira (PT-ES)
- Laudívio Carvalho (PMDB-MG)
- Lelo Coimbra (PMDB-ES)
- Leonardo Monteiro (PT-MG)
- Mário Heringer (PDT-MG)
- Paulo Abi-Ackel (PSDB-MG)
- Paulo Foletto (PSB-ES)

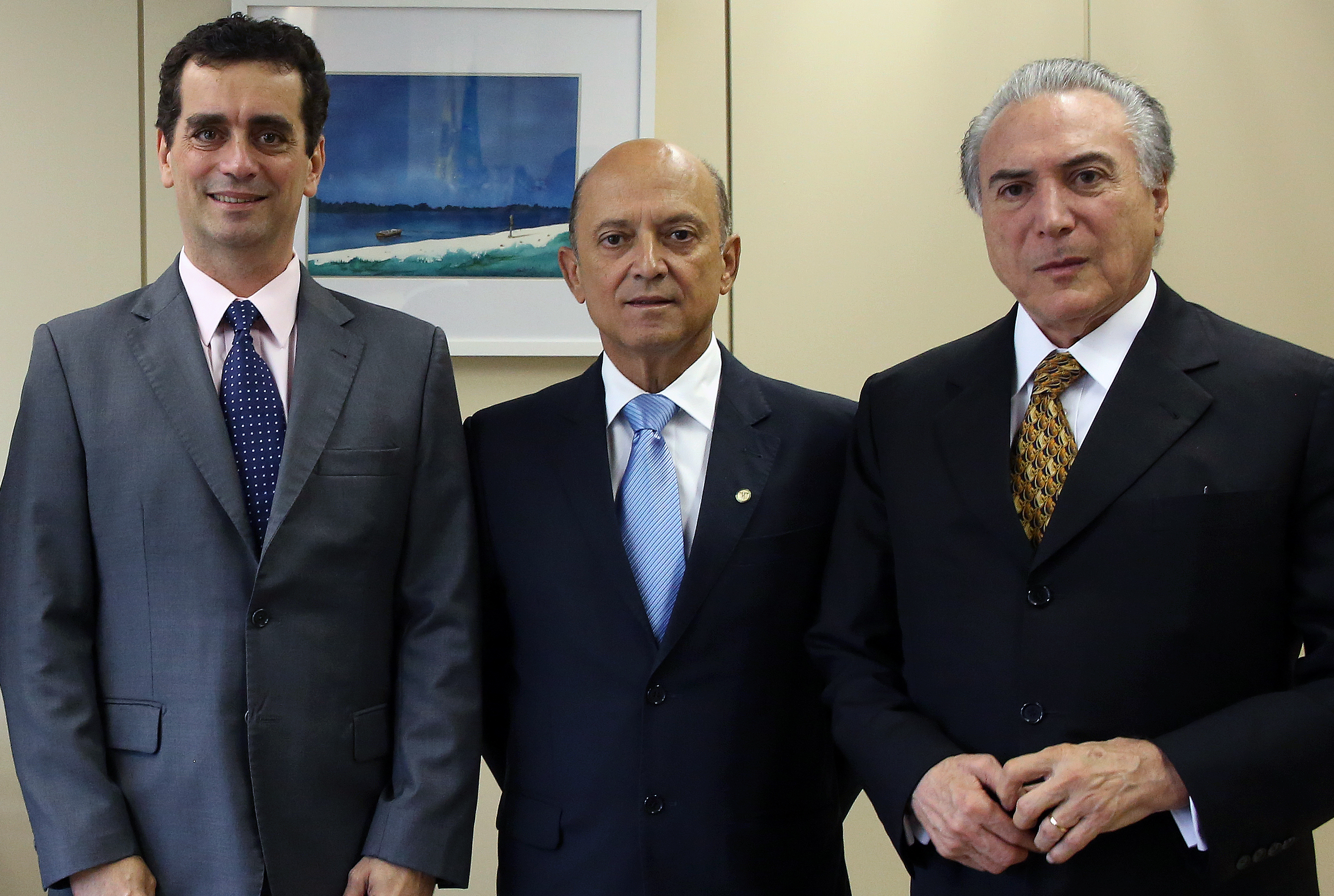
Lelo Coimbra (no centro), com o presidente da Samarco e o vice-presidente Michel Temer em 2014. Lelo é deputado federal (ES), recebeu doações da Vale/Samarco para sua campanha e integra a comissão da Câmara que apura o desastre.

- Rodrigo Batista de Castro (PSDB-MG)
- Subtenente Gonzaga (PDT-MG)

Na assembleia mineira
- Agostinho Patrus Filho (PV)
- Gil Pereira (PP)
- Gustavo Corrêa (DEM)
- Gustavo Valadares (PSDB)
- Thiago Cota (PPS)

No Legislativo do Espírito Santo
- Bruno Lamas (PSB)
- Gildevan Fernandes (PV)
- Guerino Zanon (PMDB)
- Janete de Sá (PMN)
- José Carlos Nunes (PT)
- Luzia Toledo (PMDB)
- Rodrigo Coelho (PT)

## Multas

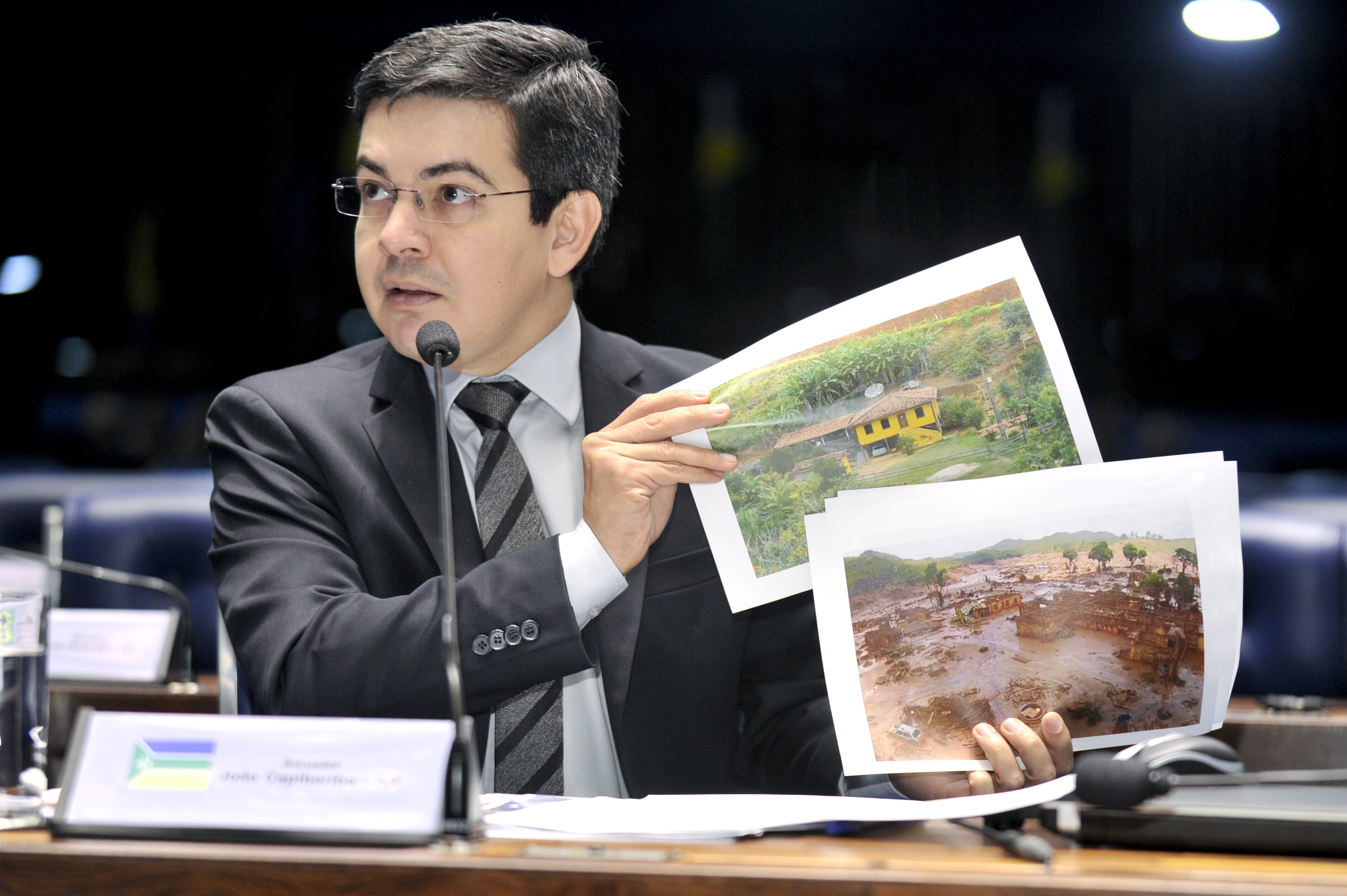
Senador Randolfe Rodrigues mostra comparativo fotográfico das áreas atingidas no plenário do Senado Federal.

Em relação às multas, a legislação brasileira prevê um teto de 50 milhões e uma eventual alteração desse valor depende de aprovação do Congresso Nacional. O Ibama aplicou 5 multas neste valor máximo, totalizando 250 milhões de reais. A presidente do Ibama, Marilene Ramos, disse que "o valor de 50 milhões de reais está estabelecido há muitos anos, sem reajuste. Esse é um mal de se estabelecer valores em lei quando esses valores ao longo do tempo vão se perdendo".
Em acordo como o Ministério Público Federal, a Samarco se comprometeu a realizar um pagamento de uma caução socioambiental de R$ 1 bilhão, num documento assinado em Belo Horizonte na sede do Núcleo de Resolução de Conflitos Ambientais do Ministério Público (Nucam). Para efeitos comparativos, a explosão da plataforma Deepwater Horizon no ano de 2010 no Golfo do México, que matou doze pessoas e poluiu parte das águas do golfo, prejudicando o habitat de centenas de espécies de aves, mas que não afetou o abastecimento de água de localidade alguma, resultou na criação de um fundo que, juntamente a outros gastos correlatos, custou à empresa responsável, a britânica BP, um montante de 42,2 bilhões de dólares para reparação de danos, e a empresa foi condenada no ano de 2015 a pagar uma multa de 18,7 bilhões de dólares. Novo acordo em 2016 aumentou a quantia a ser desembolsada pela Samarco para R$ 4,4 bilhões até 2018, com a presidente Dilma Rousseff acrescentando que após 2018 haveria um aporte anual de 1,8 bilhão de reais.

## Reações
Samarco: Kleber Luiz de Mendonça Terra, diretor de operações e infraestrutura da Samarco, pronunciou-se durante uma entrevista coletiva dizendo que "a Samarco também está envolvida e estamos muito solidários e muito sofridos com tudo que aconteceu. Não acho que seja o caso de desculpa, acho que é o caso de verificar claramente o que aconteceu". Alguns dias depois o diretor presidente da empresa, Ricardo Vescovi de Aragão, disse em entrevista exclusiva ao programa Fantástico que "Nós perdemos vidas, e isso é inadmissível. Nós não sabemos as causas, mas sabemos das consequências e temos que nos desculpar com as famílias, com as pessoas que perderam os lares, com os ribeirinhos, que tem o rio Doce como sustento... Nos desculpar com a população de Minas Gerais, com o povo do Espírito Santo e com os nossos funcionários".

### Nacionais
- Município de Mariana: A prefeitura iniciou imediatamente uma campanha de arrecadação de donativos para os desabrigados, frisando a necessidade urgente de doações de escovas de dente, toalhas de banho, copos, talheres, pratos descartáveis e especialmente água potável. Também foi aberta uma conta bancária para receber doações em dinheiro.[68] Também foram cancelados todos os eventos municipais desde o dia do acidente até o dia 16 de novembro. A nota da prefeitura afirmava que "neste momento, a Prefeitura de Mariana está focada no trabalho de resgate e suporte aos atingidos".[69]
- Governo Federal: Por meio do Ministro-chefe da Casa Civil, Jaques Wagner, colocou as forças federais à disposição do Estado de Minas Gerais. O ministro entrou em contato com o governador de Minas, Fernando Pimentel, para colocar as forças federais à disposição. Jaques Wagner comunicou a presidente Dilma Rousseff sobre o acidente antes do embarque dela de volta de uma viagem a Alagoas para Brasília.[70][71]
- Igreja Católica: A Arquidiocese de Mariana se manifestou: "Manifestamos nossa mais sentida solidariedade às famílias que tiveram suas casas e seus bens destruídos e às que choram a morte de seus entes queridos, vítimas dessa catástrofe de proporções incalculáveis. O momento é de unir esforços para minimizar a aflição e o sofrimento de todos os que foram atingidos por essa tragédia. Exortamos nossas comunidades a prestarem sua solidariedade às vítimas. [...]. Rogamos a Deus fortalecer e consolar, com seu amor generoso, todos os que foram atingidos por esse acidente".[72] Além da Arquidiocese de Mariana, as Dioceses de Itabira e de Três Lagoas e o Regional Leste II da CNBB, que compreende os territórios dos estados de Minas Gerais e Espírito Santo, também divulgaram notas de solidariedade aos afetados pela tragédia.[73]
- Cruzeiro Esporte Clube: Na partida de futebol entre Cruzeiro e São Paulo de 8 de novembro, no Mineirão, houve arrecadação de feijão, óleo, macarrão e água mineral.[74]
- Município de Baixo Guandu: O prefeito, Neto Barros, referiu-se ao acontecido como "um crime ambiental sem precedentes" e ordenou o bloqueio da Estrada de Ferro Vitória a Minas como forma de protesto.[75][76]
- Dois shows beneficentes intitulados Sou Minas Gerais foram realizados em dezembro de 2015, contando com a participação de Criolo, Caetano Veloso, Jota Quest e outros artistas. 493 mil reais foram arrecadados e doados ao Greenpeace, que usará as verbas para pesquisar os impactos causados pela tragédia.[77]
- A comediante mineira Gorete Milagres passou janeiro de 2016 visitando cidades afetadas ao longo do rio Doce, e registrou sua jornada em um documentário, Rio Doce – 60 dias depois.[78]
- As paulistas Helena Wolfenson, filha do fotógrafo Bob Wolfenson, e Aline Lata, acompanharam a devastação em Minas ao longo de dez dias em novembro, e registraram no documentário Rastro de Lama, financiado coletivamente.[79][80]
- Em 11 de novembro de 2017, o Grupo Teatro Nervoso, da cidade de Ipatinga-MG, estreou o espetáculo "Rejeitos", dirigido por Camila Vaz, em homenagem às vítimas do rompimento da barragem de Fundão e à comunidade ribeirinha.[81]

### Internacional
- França: O país apresentou suas condolências. "Nós nos inteiramos com emoção do rompimento das barragens mineradoras no estado de Minas Gerais", declarou o porta-voz do ministério das Relações Exteriores, Romain Nadal.[82]
- Estados Unidos: A banda norte-americana Pearl Jam se apresentou em Belo Horizonte na semana seguinte ao rompimento da barragem. Durante o show no Mineirão, o vocalista Eddie Vedder pediu punição para os responsáveis, e prometeu doar o cachê da banda, de 100 mil dólares, para as comunidades impactadas. Em março de 2016, o Instituto Bioatlântica recebeu a quantia de 33 mil dólares.[77]

## Fundação Renova
Após a assinatura de um Termo de Transação de Ajustamento de Conduta (TTAC) entre a Samarco e suas controladoras, Vale e BHP Billiton, com os governos federal e dos Estados de Minas Gerais e Espírito Santo, foi criada a Fundação Renova, instituição responsável por conduzir os programas de reparação, restauração e recuperação socioeconômica e socioambiental nas áreas impactadas pelo rompimento da barragem de Fundão.

## Responsabilidades legais
Para Maria Galleno de Souza Oliveira, especialista em desastres ambientais e consultora em gestão ambiental e de risco de desastres, na ocorrência de um desastre socioambiental, algumas dúvidas são arguidas, entre elas, sobre a quem compete a responsabilidade pelos danos causados pelo desastre. Segundo ela, existem várias legislações sobre o tema, entre elas, a Política Nacional do Meio Ambiente (PNMA) - Lei nº 6 938/1981, a Política Nacional de Segurança de Barragens (PNSB) - Lei nº 12 334/2010, a Política Nacional de Proteção e Defesa Civil - Lei nº 12 609/2012, as portarias da Agência Nacional de Mineração (antigo Departamento Nacional de Produção Mineral), as portarias da Agência Nacional de Águas (ANA) e as resoluções do Conselho Nacional de Recursos Hídricos. Assim, compreende a autora, que "o conjunto desses marcos regulatórios, decretos, portarias e resoluções emitidas pelos vários órgãos citados, estabelecem os parâmetros pelos quais se estrutura a responsabilidade pelos danos causados em caso de rompimento de barragens, quais os órgãos e entes fiscalizadores, as competências e limites do seu exercício".
Dessa forma, no que se refere às barragens, a Política Nacional de Segurança de Barragens atribui a responsabilidade legal pela segurança da barragem ao empreendedor, neste caso, objetivamente a empresa mineradora Samarco. Por outro lado, também podem responder de forma subsidiária, os órgãos fiscalizadores, em se comprovando a ação ou omissão, e que houve culpa ou dolo por parte desses órgãos e que a conduta da administração pública concorreu para o resultado danoso.